# O Último dos Moicanos (1992)
The Last of the Mohicans (bra/prt: O Último dos Moicanos) é um filme épico estadunidense de 1992 do gênero aventura, dirigido por Michael Mann e com roteiro baseado no livro homônimo de James Fenimore Cooper. A trilha sonora foi assinada por Trevor Jones e Randy Edelman. O tema principal foi baseado na melodia The Gael, do cantor e compositor escocês Dougie MacLean.

## Enredo
A ação da história se passa em 1757 durante a Guerra Franco-Indígena (parte da Guerra dos Sete Anos) nas montanhas de Adirondack no que era então a colônia britânica de Nova York. Três homens estão viajando para o oeste para encontrar um novo lar. O mais velho é Chingachgook, o último chefe da tribo dos moicanos. Com ele, estão seu filho Uncas e um filho adotivo, um homem branco chamado Nathaniel Poe, que também atende pelo nome de Nathaniel Hawkeye. Enquanto isso, o major Duncan Heyward, do exército britânico, chegou em Albany. Ele foi enviado para servir o coronel Edmund Munro, o comandante do forte William Henry, no Lago George, um ponto importante da defesa de Nova Iorque contra os franceses no Canadá. A Heyward, também foi dada a tarefa de escoltar as duas filhas do coronel, Cora e Alice, até o forte onde seu pai está no comando. Ele é um amigo da família, e pede Cora em casamento antes de sair. Ela não lhe dá uma resposta.
O major Heyward, as duas mulheres e uma tropa de soldados britânicos, em seguida, marcham pelo campo direto para o forte. Eles são liderados por um único guia, Magua, um guerreiro da tribo Huron. Inesperadamente, Magua conduz o grupo a uma emboscada, onde todos são mortos exceto Heyward, as mulheres e dois soldados feridos (que provavelmente voltaram a Albany a pé, pois não teriam condição de irem ao norte). A luta, no entanto, é interrompida pela chegada de Chingachgook e seus filhos, que matam os guerreiros inimigos mas permitem que Magua fuja. O major e as mulheres agora estão sem guia. Os moicanos e Hawkeye concordam em acompanhá-los pelo resto do caminho. Durante esta caminhada, Cora começa a formar um vínculo com Hawkeye, o que preocupa Heyward. Quando eles chegam perto do forte, eles percebem que este está sitiado pelos franceses. Eles conseguem entrar na fortaleza durante um bombardeio e são recebidos pelo coronel Munro. Este pede reforços ao major Heyward. O coronel admite, para Heyward e os outros, que o forte está prestes a cair. Cora e Hawkeye compartilham um beijo apaixonado. Heyward começa a suspeitar de atração de Cora para Hawkeye e fica com ciúme. Em resposta, Cora, finalmente, diz-lhe que  não vai se casar com ele.
O forte cai, mas o general francês, Louis-Joseph de Montcalm, garante, aos soldados britânicos, passagem segura para Albany. É revelado que Magua e seu exército de hurões estão com os franceses. Em uma reunião secreta, Magua revela seu ódio pelo Coronel Munro, e seu desejo de vingança pelo assassinato de sua família. No dia seguinte, o Coronel Munro e todos presentes marcham com a guarnição britânica do forte. No campo, Magua e seus guerreiros hurões emboscam os britânicos, e Magua mata o Coronel Munro. Hawkeye e os moicanos lutam e conseguem retirar Cora, Alice e Heyward da batalha, embora Magua, depois, capture o major e as mulheres, levando-os como prisioneiros. Em uma aldeia de hurões, Magua apresenta as mulheres e o oficial a um sachem, um chefe, na esperança de ganhar o reconhecimento como um líder de guerra. Mas seus apelos são interrompidos por Hawkeye, que veio para defender a vida dos prisioneiros. Finalmente, o sachem ordena que Heyward seja vendido para o francês, Alice seja dada a Magua e Cora queimada viva. Em um último gesto de afeto, Heyward se dispõe ser executado no lugar de Cora. Mais tarde, ao longo de trilhas íngremes da montanha, Chingachgook, Uncas e Hawkeye seguem e atacam o grupo de Magua para liberar Alice. Uncas é morto e jogado para baixo da montanha e Alice pula para baixo após ele em desespero. Num único combate com Chingachgook, Magua é, rapidamente, derrotado e morto.
No fim, durante um ritual fúnebre com Hawkeye e Cora, Chingachgook reza para o Grande Espírito em nome de Uncas, observando que ele é, agora, o último dos moicanos.

## Elenco
- Daniel Day-Lewis .... Hawkeye
- Madeleine Stowe .... Cora Munro
- Russell Means .... Chingachgook
- Eric Schweig .... Uncas
- Jodhi May .... Alice Munro
- Wes Studi .... Magua
- Steven Waddington .... major Duncan Heyward
- Patrice Cheréau .... Gen Montcalm
- Maurice Roëves .... coronel Edmund Munro

## Recepção
The Last of the Mohicans teve recepção geralmente favorável por parte da crítica especializada. No Metacritic, tem uma pontuação de 76/100 com base em 18 avaliações profissionais. Possui classificação de 94% no Rotten Tomatoes.

## Principais prêmios e indicações
Oscar 1993 (EUA)
- Venceu na categoria de melhor som.

BAFTA 1993 (Reino Unido)
- Venceu na categoria de melhor fotografia e melhor maquiagem.
- Indicado nas categorias de melhor ator (Daniel Day-Lewis), melhor figurino, melhor som, melhor trilha sonora e melhor desenho de produção.

Globo de Ouro 1993 (EUA)
- Indicado na categoria de melhor trilha sonora - cinema.[6]